# Blisbuk
Blisbuk (Damaliscus pygargus phillipsi) er et dyr i underfamilien koantiloper blandt de skedehornede pattedyr, som lever endemisk i Sydafrika og Swaziland.
I Danmark kan blisbukke ses i både København Zoo og Ree Park - Ebeltoft Safari.